# Akaʻaka
Akaʻaka ist ein Dorf im Distrikt Hahake im Königreich Uvea, das als Teil des französischen Überseegebiets Wallis und Futuna zu Frankreich gehört.

## Lage
Akaʻaka liegt im Osten des Distrikts Hahake an der Küste und grenzt im Süden unmittelbar an Mata Utu und im Norden an Liku. Die Insel, auf der sich das Dorf befindet, Uvea, gehört zu den Wallis-Inseln.
Aufgrund der zentralen Lage nahe der Hauptstadt gibt es in Akaʻaka mehrere Hotels (z. B. das Hotel Lomipeau und Moana Hou Hôtel) und ein Krankenhaus, das Hôpital de Sia. Darüber hinaus befindet sich im Dorf die Chapelle 'Aka'Aka als Dorfkapelle.